# Olympische Winterspiele 2010/Teilnehmer (Spanien)
| Gelbes Symbol für Goldmedaillen mit stilisierten Olympischen Ringen | Graues Symbol für Silbermedaillen mit stilisierten Olympischen Ringen | Braundes Symbol für Bronzemedaillen mit stilisierten Olympischen Ringen |
| ------------------------------------------------------------------- | --------------------------------------------------------------------- | ----------------------------------------------------------------------- |
| —                                                                   | —                                                                     | —                                                                       |

Spanien nahm bei den Olympischen Winterspielen 2010 in Vancouver mit 18 Athleten teil (10 Männer und 8 Frauen).

## Flaggenträger

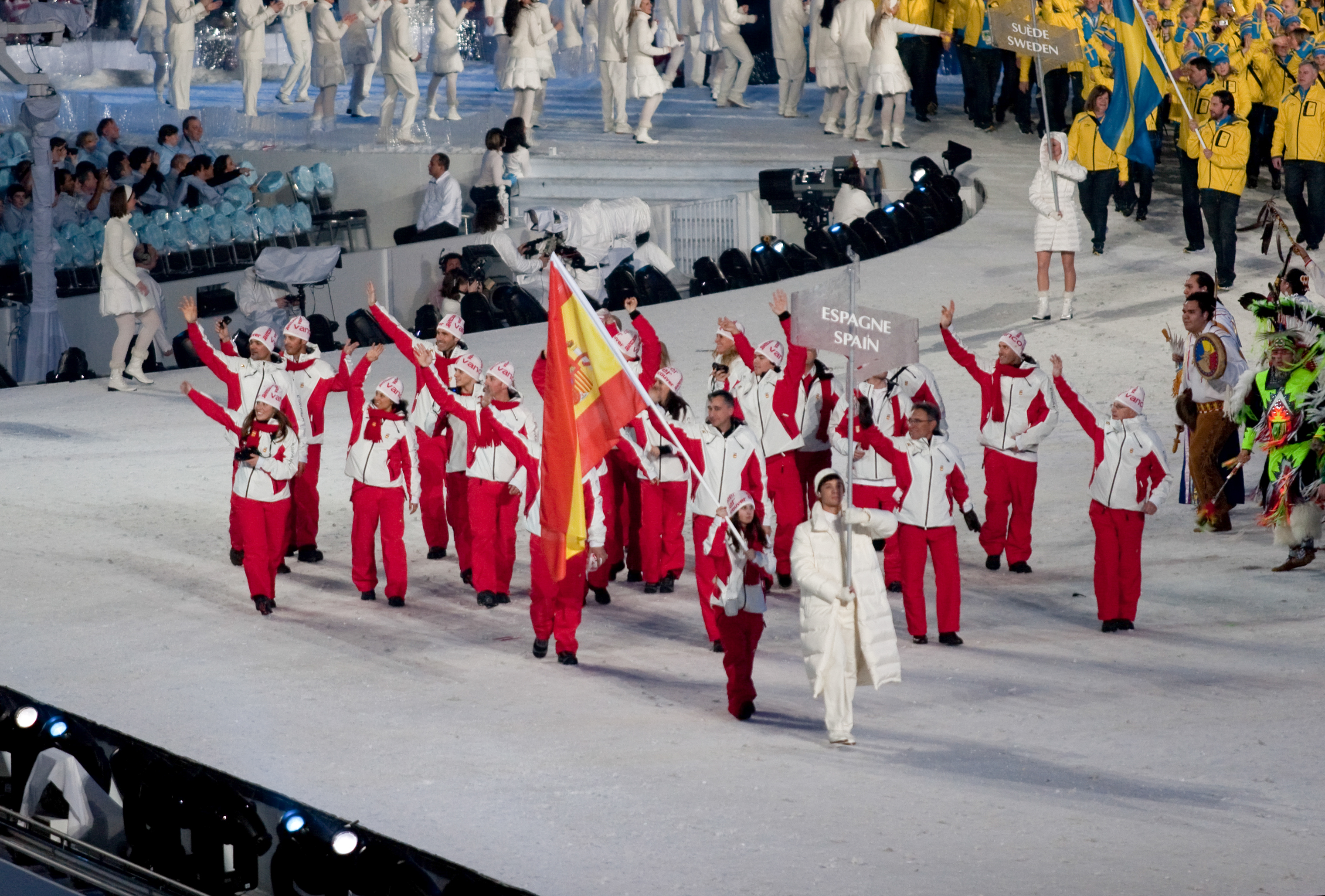
Einmarsch der spanischen Delegation

Während der Eröffnungsfeier trug die Snowboarderin Queralt Castellet die Flagge Spaniens, bei der Abschlussfeier wurde sie von der Skilangläuferin Laura Orgué getragen.

## Teilnehmer nach Sportarten

### Biathlon
Frauen
- Victoria Padial
Sprint (7,5 km): 87. Platz
Einzel (15 km): 86. Platz

### Eiskunstlauf
| Athleten         | Kurzprogramm | Kurzprogramm | Kür    | Kür  | Punkte | Rang |
| Athleten         | Punkte       | Rang         | Punkte | Rang | Punkte | Rang |
| ---------------- | ------------ | ------------ | ------ | ---- | ------ | ---- |
| Herren           |              |              |        |      |        |      |
| Javier Fernández | 68,69        | 16.          | 137,99 | 10.  | 206,68 | 14.  |
| Damen            |              |              |        |      |        |      |
| Sonia Lafuente   | 49,74        | 22.          | 83,77  | 21.  | 133,51 | 22.  |

### Freestyle-Skiing
Frauen
- Rocío Delgado
Skicross: 31. Platz

### Skeleton
Männer
- Ander Mirambell
24. Platz

### Ski Alpin
| Männer - Ferrán Terra Abfahrt: 44. Platz Super-G: 27. Platz Riesenslalom: Ausgeschieden Super-Kombination: 25. Platz - Paul de la Cuesta Abfahrt: 51. Platz Super-G: 35. Platz Riesenslalom: 35. Platz | Frauen - Carolina Ruiz Castillo Abfahrt: 15. Platz Super-G: 18. Platz Riesenslalom: 35. Platz - Andrea Jardi Super-G: Ausgeschieden Riesenslalom: 42. Platz Slalom: Ausgeschieden - María José Rienda Riesenslalom: 45. Platz |

### Skilanglauf
| Männer - Diego Ruiz 15 km Freistil: 65. Platz 50 km Massenstart (klassisch): 44. Platz - Javier Gutiérrez 15 km Freistil: 69. Platz 30 km Doppelverfolgung: 40. Platz 50 km Massenstart (klassisch): Ausgeschieden - Vicenç Vilarrubla 15 km Freistil: 53. Platz 30 km Doppelverfolgung: 31. Platz 50 km Massenstart (klassisch): 40. Platz | Frauen - Laura Orgué 10 km Freistil: 38. Platz 15 km Doppelverfolgung: 27. Platz 30 km Massenstart (klassisch): 37. Platz |

### Snowboard
| Männer - Jordi Font Snowboardcross: Ausgeschieden - Regino Hernández Snowboardcross: 31. Platz - Rubén Vergés Halfpipe: 31. Platz | Frauen - Queralt Castellet Halfpipe: 12. Platz |